# Mont Columbia (Colorado)
Pour les articles homonymes, voir Columbia.
Le mont Columbia, en anglais Mount Columbia, est un sommet montagneux américain dans le comté de Chaffee, au Colorado. Il culmine à 4 289 mètres d'altitude dans les pics Collegiate. Il est protégé au sein de la forêt nationale de San Isabel et de la Collegiate Peaks Wilderness.